# Aama (phim 1964)
Aama (tên gốc tiếng Nepal: आमा, tạm dịch: Mẹ) là bộ phim điện ảnh Nepal ra mắt năm 1964. Đây là tác phẩm đầu tay của đạo diễn Hira Singh Khatri. Bộ phim do Durga Shrestha và Chaitya Devi viết kịch bản. Aama đã được vua Mahendra của Nepal sản xuất dưới sự chỉ đạo của Sở Thông tin Chính phủ Nepal (chính thức là Công ty Cổ phần Điện ảnh Hoàng gia Nepal). Phim có sự tham gia diễn xuất của Shiva Shankar và Bhuwan Chand trong hai vai diễn chính. Basundhara Bhusal, Hira Singh Khatri và Hari Prasad Rimal tham gia các vai diễn phụ. Bộ phim tái hiện hành trình trở về nhà của một người đàn ông trẻ tuổi sau khi phục vụ cho quân đội của đất nước mình.
Hira Singh Khatri được vua Mahendra yêu cầu làm đạo diễn phim Aama. Phần hậu kỳ và quay phim chính của bộ phim chủ yếu thực hiện ở Kolkata, Ấn Độ. Tác phẩm được phát hành vào ngày 7 tháng 10 năm 1964. Sau khi phát hành, Aama đã trở thành bộ phim Nepal đầu tiên được sản xuất tại Nepal.
Sau khi được phát hành tại Nepal, tác phẩm đã nhanh chóng trở nên phổ biến ở quốc gia này. Sau sự thành công của Aama, Khatri đã đạo diễn các bộ phim Hijo Aaja Bholi (1967) và Parivartan (1971) cho chính phủ Nepal, cả hai tác phẩm đều được sử dụng để truyền tải lòng yêu nước cho người dân Nepal. Aama được coi là một trong những bộ phim quan trọng nhất trong lịch sử điện ảnh Nepal.

## Nội dung
Harka Bahadur là một kẻ nghiện rượu thường xuyên bạo hành vợ mình. Một ngày sau, ngôi nhà của ông bị thu hồi do không trả được nợ, sau đó Harka Bahadur hứa với vợ rằng ông sẽ bỏ rượu. Nhưng cuối ngày hôm đó, ông trở về nhà trong tình trạng say xỉn và bắt đầu bạo hành vợ mình. Trời nổ sấm chớp. Ngay sau đó ông chết vì bị sét đánh khiến vợ con đau buồn. Sau khi qua đời, con trai của Harka là Man Bahadur (Shiva Shankar) rời nhà để gia nhập quân đội.
Vài năm sau, Man trở về nhà sau hai năm phục vụ trong quân đội nước ngoài nhưng anh không tìm thấy mẹ. Sau khi nghe tin mẹ qua đời, Man quyết định rời Nepal nhưng những người hàng xóm thuyết phục anh ở lại làng và phục vụ cho cộng đồng. Họ nói rằng "phụng sự Tổ quốc cũng có phẩm hạnh như phụng dưỡng mẹ". Man Bahadur cho biết anh sẽ ở lại Nepal để giúp đỡ nền kinh tế đang phát triển của đất nước mình.

## Diễn viên
- Shiva Shankar
- Bhuwan Chand
- Basundhara Bhusal
- Hari Prasad Rimal
- Uttam Nepali

## Sản xuất
Vua Mahendra của Nepal đã mời Hira Singh Khatri ngồi ghế đạo diễn cho Aama. Bộ phim được thực hiện như một sự mở đầu cho nền điện ảnh Nepal, cũng từ đó nhằm quảng bá nghệ thuật và văn hóa quốc gia này. Trong những năm đầu phát triển, nền điện ảnh Nepal không có cơ sở hạ tầng chuyên nghiệp trong nước để sản xuất, phân phối và trình chiếu phim điện ảnh nước nhà. Số lượng diễn viên chuyên nghiệp thời điểm này cũng rất hạn chế nên đạo diễn đã chọn ca sĩ kiêm nhạc sĩ người Nepal Shiva Shankar và nghệ sĩ sân khấu Bhuwan Chand vào hai vai chính. Shiva Shankar được chọn đóng vai nam chính trong phim vì lựa chọn ban đầu của đạo diễn cho vai diễn này bị chứng nhớ nhà. Nữ diễn viên chính Bhuwan Chand nhớ lại bà đã "rất hào hứng" với việc tham gia diễn xuất trong phim: "đó là một trong những cột mốc lớn trong đời mà tôi không bao giờ có thể quên được". Diễn viên Hari Prasad Rimal, người đầu tiên hát trên đài phát thanh Nepal, cũng vinh dự có vai trong bộ phim này.
Với khoản tài trợ hoàn toàn từ chính phủ, quá trình quay phim kéo dài từ ba đến bốn tháng. Công tác hậu kỳ diễn ra trong khoảng sáu tháng tại Kolkata, Ấn Độ. Hầu hết các cảnh phim được thực hiện chỉ trong một lần quay duy nhất. Bhuwan Chand được trả cát xê vào khoảng 5.000 rupee (khoảng 45,01 USD tính đến tháng 4 năm 2019). Chand tiết lộ với tờ Kathmandu Craze rằng "đạo diễn đã hỏi ý kiến của những người quay phim và ông ấy ủng hộ tôi. Vì vậy, chính nhờ người quay phim Dev và tất nhiên là cả đạo diễn thì tôi mới nhận được vai diễn này."

## Phát hành
Bộ phim được công chiếu vào ngày 7 tháng 10 năm 1964 tại Thung lũng Kathmandu. Khi phát hành, tác phẩm đã được đánh giá cao về mặt nội dung và cả thương mại. Thông qua bộ phim, diễn viên Bhuwan Chand còn được cho là "giương cao ngọn cờ lịch sử đầu tiên của nền điện ảnh Nepal."  Sunita từ Films Of Nepal đã bình luận: "Aama đã cuốn đất nước này đi như một cơn bão". Sau thành công của bộ phim, đạo diễn Hira Singh Khatri tiếp tục đạo diễn Hijo Aaja Bholi (1967) và Parivartan (1971), những bộ phim được sử dụng để truyền tải lòng yêu nước cho người dân Nepal. Vào thời điểm công chiếu, Aama là bộ phim Nepal đầu tiên được sản xuất tại Nepal. Tác phẩm này trở thành một bộ phim quan trọng trong lịch sử điện ảnh của Nepal khi là sản phẩm tiên phong, đặt nền tảng cho ngành công nghiệp phim của quốc gia này. Sau khi phát hành, các diễn viên chính trở nên nổi tiếng trước công chúng. Kathmandu Films nhận định: "Bộ phim này [Aama] là sự kiện quan trọng nhất trong lịch sử điện ảnh Nepal".

### Đánh giá chuyên môn
BossNepal đã viết rằng "Tác phẩm này rất xứng đáng với cái tên. Aama cho chúng ta một cái nhìn thoáng qua về sự kỳ vọng, đồng thời cũng đáp ứng được chính sự kỳ vọng ấy từ phía công chúng. Tiêu đề này hoàn toàn phù hợp với chủ đề của bộ phim". Người đánh giá còn cho rằng "Aama xứng đáng để được xem một lần". Philip Cryan Marshall của tờ Migyul đã nhận xét "Aama được sử dụng như một phương thức để xây dựng quốc gia". Ông còn nhận xét thêm "hình ảnh của người mẹ, một biểu tượng chung cho sự đoàn kết dân tộc, được sử dụng để xúc tiến các chủ đề quốc túy. Các nhân vật trong phim khoác lên mình những bộ trang phục đặc trưng của quốc gia – đàn ông mặc áo Daura-Suruwal và mũ topi Dhaka còn phụ nữ mặc áo saree và cholo fariya".